# Budzhak
Budzhak, Budyak o Buchac (en ruso, ucraniano y búlgaro: Буджак, pronunciado AFI: [budʒak]; en rumano: Bugeac; en turco: Bucak) es una región histórica del óblast de Odesa en Ucrania. Ubicada a lo largo del mar Negro entre los ríos Danubio y Dniéster, esta región multiétnica fue la parte meridional de Besarabia. La región está bordeada en el norte y el oeste por Moldavia, mientras que por el sur lo está por Rumania. Su superficie es de 13 250 km².

## Geografía y toponimia
Históricamente, Budzhak era una pequeña región esteparia del sudeste de Moldavia. Confinada por la Muralla de Trajano al norte, por el río Danubio y por el mar Negro al sur, por los montes Tigheci al oeste, y el río Dniéster al este, fue conocida como Besarabia histórica hasta 1812, cuando este nombre fue dado a la región más grande situada entre los dos ríos, incluyendo Budzhak. Según se utilizaba en la Edad Media, el término podía (si referido al área geográfica) o no (si referido al área predominante de  tártaros Nogái) incluir a los condados de Bélgorod del Dniéster, Kilia e Izmaíl. Después de la reanexión soviética de Besarabia en 1940, su parte meridional incluida en la RSS de Ucrania y no integrada en la RSS de Moldavia, pasó a ser conocida como Budzhak.
El nombre de Budzhak fue dado al área durante la dominación otomana entre 1484 y 1812 y deriva de la palabra turca bucak que significa "extremo" o "rincón", refiriéndose a la extensión entre lo que fue Akkerman (actualmente Bélgorod del Dniéster), Bender e Izmaíl.
Después de 1812, el término Besarabia pasó a aplicarse a toda la Moldavia a oriente del río Prut. Consecuentemente, Budzhak es algunas veces denominado como la "Besarabia del Sur" o "Meridional".
Aparte de Besarabia del Sur, otros términos descriptivos han sido aplicados a la región los cuales incluyen Besarabia búlgara (en ucraniano: Болгарська Бессарабія, translit. Bolhars'ka Bessarabiia), Akkermanshchyna (en ucraniano: Аккерманщина), y óblast de Odesa occidental (en ucraniano: Західнa Одещина, translit. Zakhidna Odeshchyna).

## Población

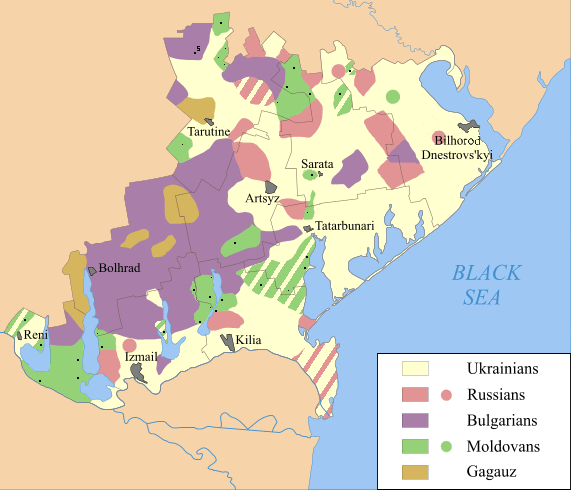
División étnica de Budzhak

Poco poblado en los tiempos del dominio turco, debido al florecimiento de la trata de esclavos en unos de los centros principales de ese negocio en la cuenca del mar Negro como Izmaíl y Kiliyá, el territorio se puebla rápidamente con la toma de esas fortalezas por las tropas de Catalina la Grande durante la guerra Guerra ruso-turca de 1787-1792 y anexión del territorio al Imperio ruso en 1812. La nueva adquisición rusa servía de refugio para los inmigrantes desde los territorios del Imperio otomano que escapaban del dominio musulmán. Principalmente en la primera mitad del siglo XIX en Budzhak se asentaron búlgaros, gagaúzos, armenios, gitanos, rusos y ucranianos. También aumentó el número de rumanos y griegos. Vinieron colonos alemanes y suizos, fundando sus propias poblaciones.
Desde el abandono del territorio por los turcos no se ha observado conflictos o tensión étnica alguna. Los búlgaros fundaron en 1821 su capital regional, la ciudad de Bolgrad. La población alemana desde los tiempos de la II Guerra Mundial se disminuyó, preservándose por su mayor parte en las cercanías de Bélgorod del Dniéster. Como el territorio ahora pertenece a Ucrania, en la zona, desde el siglo XIX, existe la única aldea albanesa en ese país.
De acuerdo al censo de 2001, la población total era de 617 200 habitantes, de los cuales 248 000 ucranianos (40 %), 129 000 búlgaros (21 %), 124 500 rusos (20 %), 78 300 moldavos (13 %), 24 700 gagaúzos (4 %), y 12 700 pertenecientes a otras etnias.
Aunque la lengua más hablada en la región es la rusa, la población sigue hablando otros idiomas étnicos como búlgaro (su variante anticuada), gagaúzo, ucraniano y rumano, teniendo también la prensa, radio y televisión en esos idiomas.

## Subdivisión

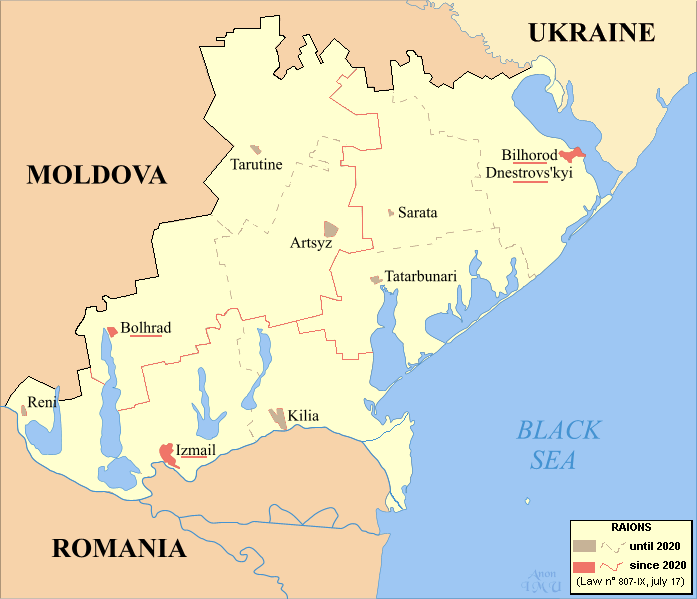
División de los raiones del territorio de Budjak.

### Raiones (distritos)
El histórico territorio de Budzhak está actualmente subdividido en distritos administrativos, llamados raiones, del óblast de Odesa de Ucrania. Los centros de los raiones son:
- Artsyz
- Bélgorod del Dniéster
- Bolhrad
- Izmaíl
- Kiliyá
- Reni
- Tarútino
- Tatarbunary
- Sarata

La población total de los 9 distritos, menos dos ciudades, de acuerdo al censo ucraniano del 2001, es de 481 000 personas aproximadamente.

### Ciudades
- Izmaíl
- Bélgorod del Dniéster

La población total de las dos ciudades, de acuerdo a la misma fuente, es de 136 200 personas.